# Святые врата Знаменского собора (Великий Новгород)
Святые врата Знаменского собора и примыкающие к ним кельи — памятник архитектуры. Расположены в Великом Новгороде, входят в ансамбль Знаменского собора, современный адрес — Ильина улица, 26. Единственный сохранившийся образец относительно ранних новгородских каменных святых врат. Были главным парадным входом на территорию монастыря.
Два арочных сквозных проёма разных размеров, закрытых деревянными решётками, были построены в конце XVII — начале XVIII века. Завершения ворот крыты бочками с кровлей из осинового лемеха. Склоны арок и пространство над проёмами с обеих сторон были украшены живописью начала XVIII века, сохранившейся с утратами.
С востока к вратам примыкает одноэтажный дом из двух объёмов, ближайший к воротам объём в шесть осей с двускатной крышей был построен как сторожка в конце XVII — начале XVIII века, в XIX веке была построена вторая часть, в которой была расположена женская богадельня, в том же веке была сделана перестройка, при которой фасады получили единое оформление в стиле более поздней части здания, сторожку перекрыли коробовыми и лотковыми сводами, в новой части перекрытия плоские.
В 1745 году ворота пострадали при пожаре. Полотна ворот были украшены росписью, утерянной вместе с пришедшими в негодность полотнищами в Великую Отечественную войну. Тогда же частично обрушилась штукатурка, настенная живопись пришла в аварийное состояние, была повреждена кровля.
В 1961 году прошло восстановление ворот и здания под руководством Г. М. Штендера. Бочки были покрыты лемехом, снабжены новыми главками, ранее заложенный малый проём ворот был освобождён, были сделаны новые решётки. В 1970 году было проведено укрепление наружной живописи, в 1980—1982 годах здание было отреставрировано под руководством Г. П. Никольской и приспособлено под лабораторию Новгородского музея-заповедника.

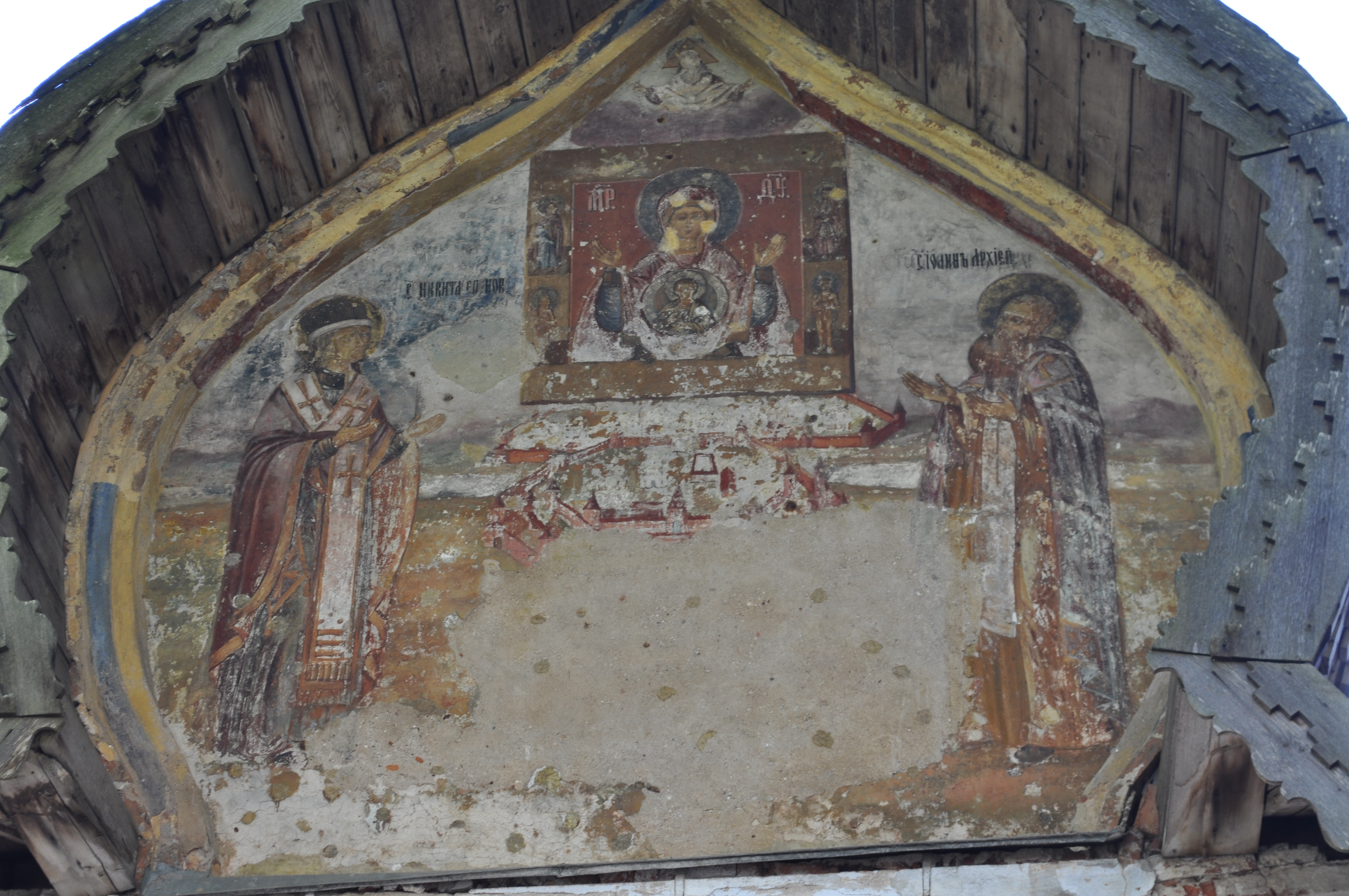
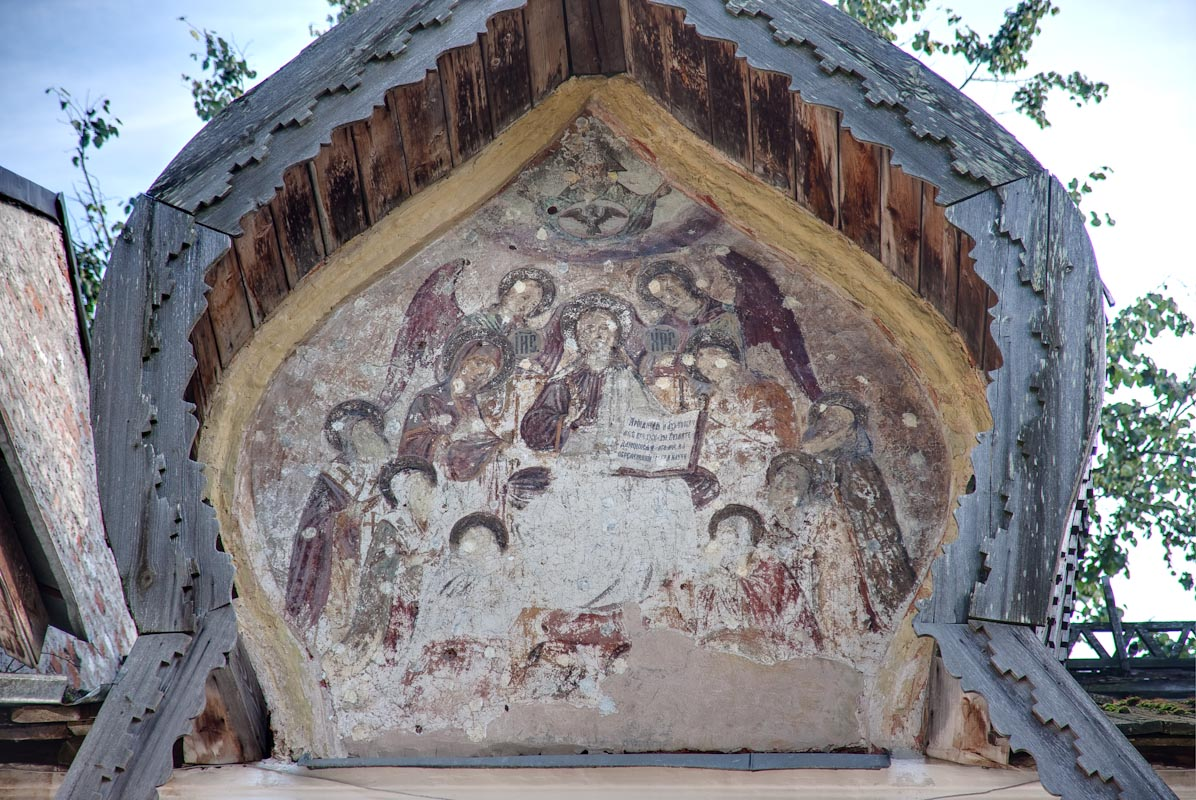
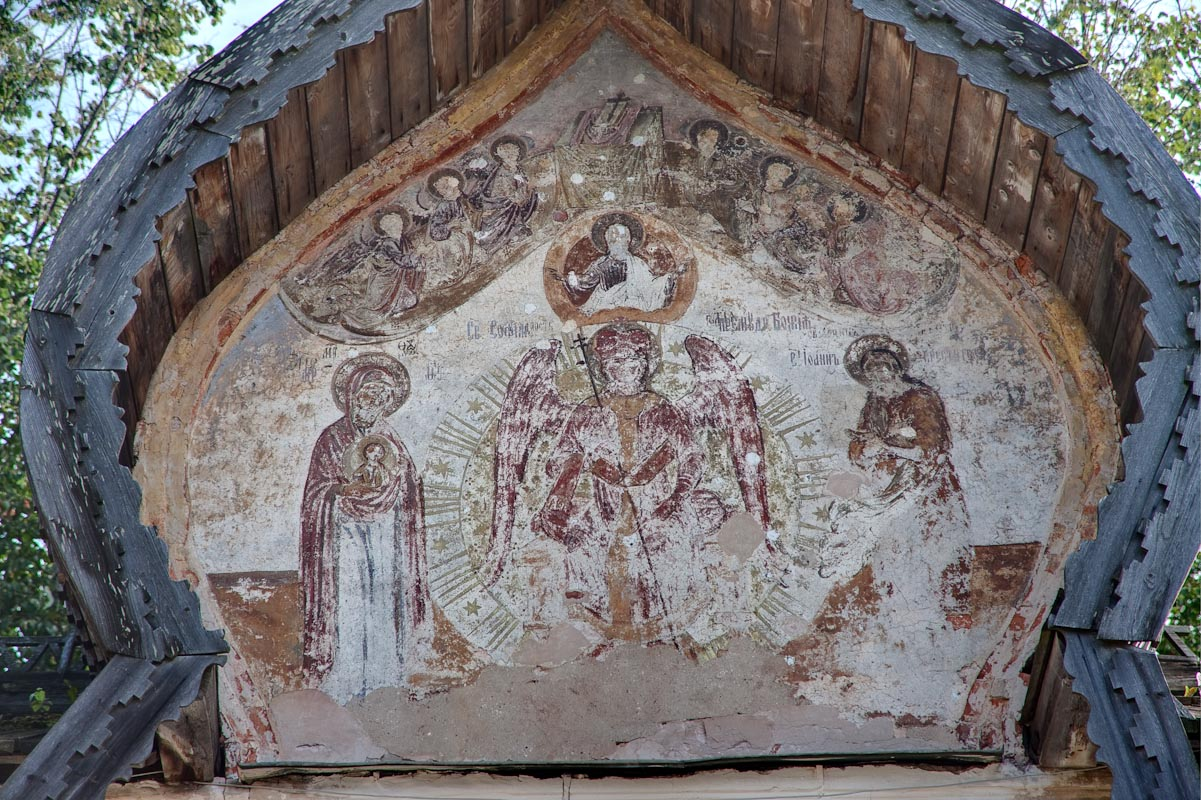
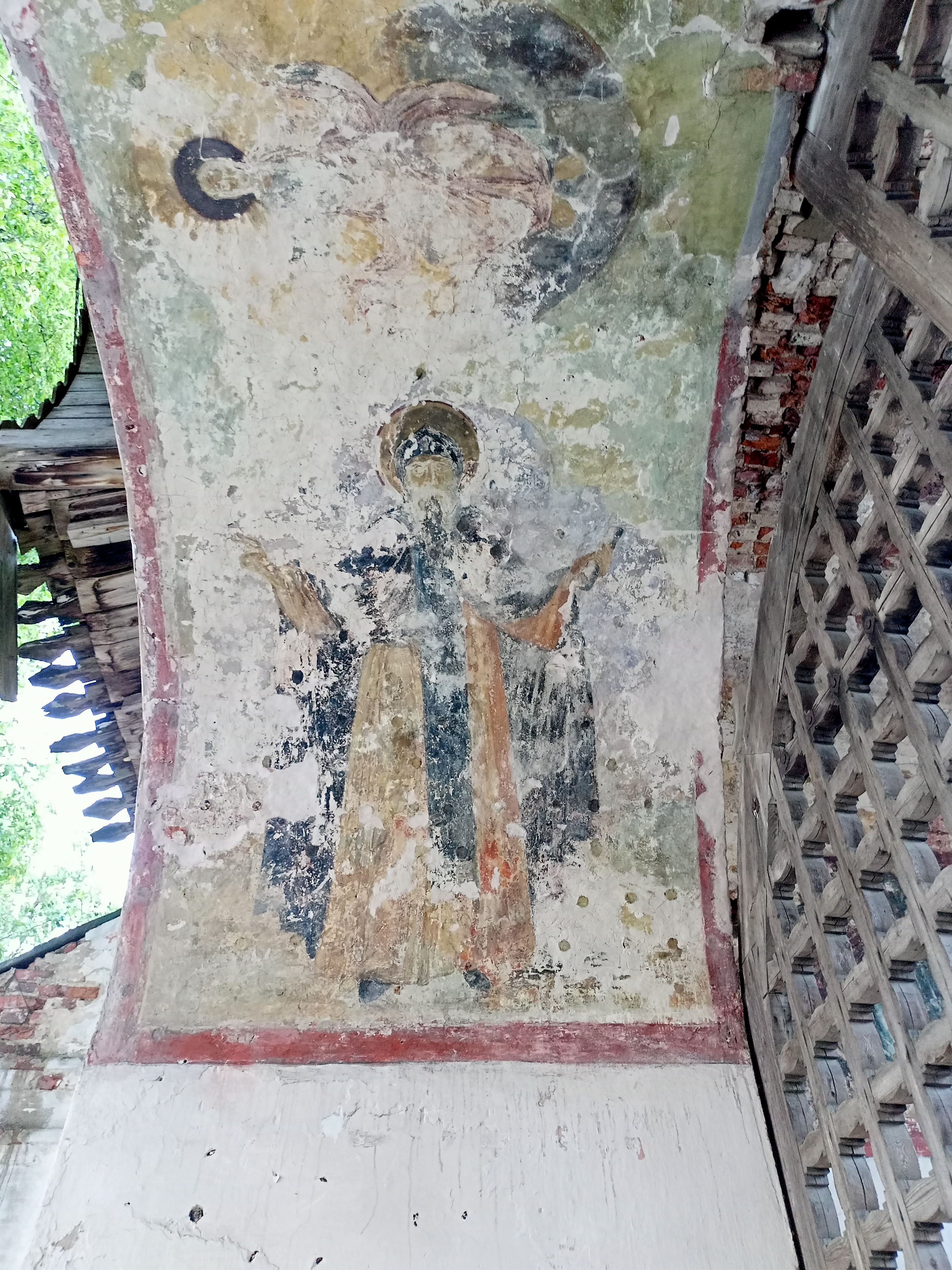